# Puerto Sultán Qabus
El Puerto Sultán Qabus (Anteriormente conocido como Mina Qabus) es el mayor puerto de la ciudad de Mascate, la capital del país asiático de Omán. 
Este puerto es operado y administrado por la Corporación de Servicios Portuarios SAOG. El puerto está situado en la costa noreste de Omán en el Golfo de Omán y al este del estratégico Estrecho de Ormuz. La capital fue durante siglos un importante centro comercial con dos puertos, Mutrah y Mascate. El puerto de Mutrah tenía una función comercial importante y el puerto de Mascate fue utilizado principalmente por la Marina. El desarrollo del puerto de Mutrah recibió un gran impulso después de su adquisición por parte del Sultán Qabus bin Said Al Said en 1970.